# Bournezeau
Bournezeau é uma comuna francesa na região administrativa da Pays de la Loire, no departamento de Vendéia. Estende-se por uma área de 60,49 km². Em 2010 a comuna tinha 3 486 habitantes (densidade: 57,6 hab./km²).